# Tricolia pullus
Tricolia pullus é uma espécie de molusco pertencente à família Phasianellidae.
A autoridade científica da espécie é Linnaeus, tendo sido descrita no ano de 1758.
Trata-se de uma espécie presente no território português, incluindo a zona económica exclusiva.

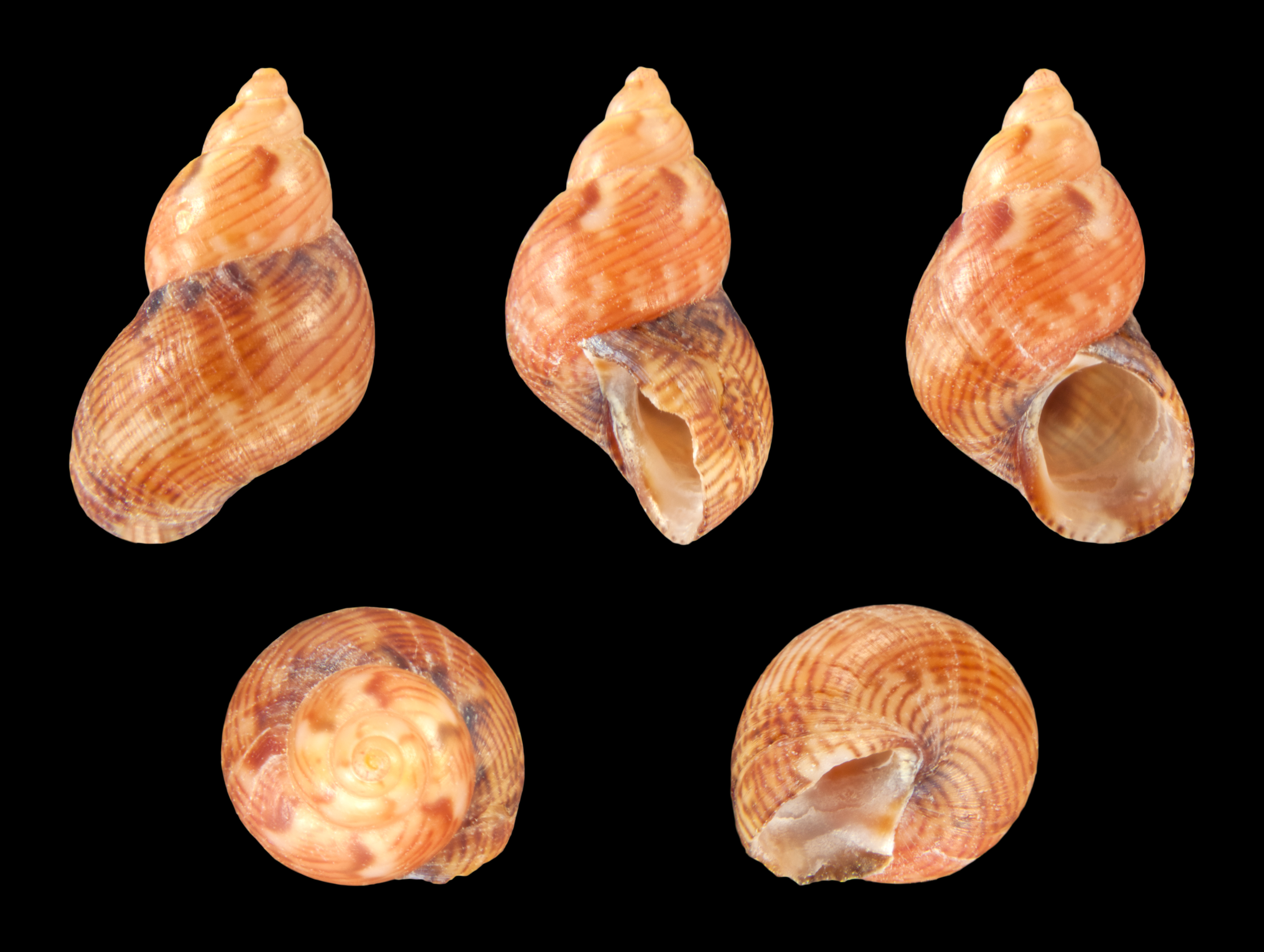
Tricolia pullus canarica
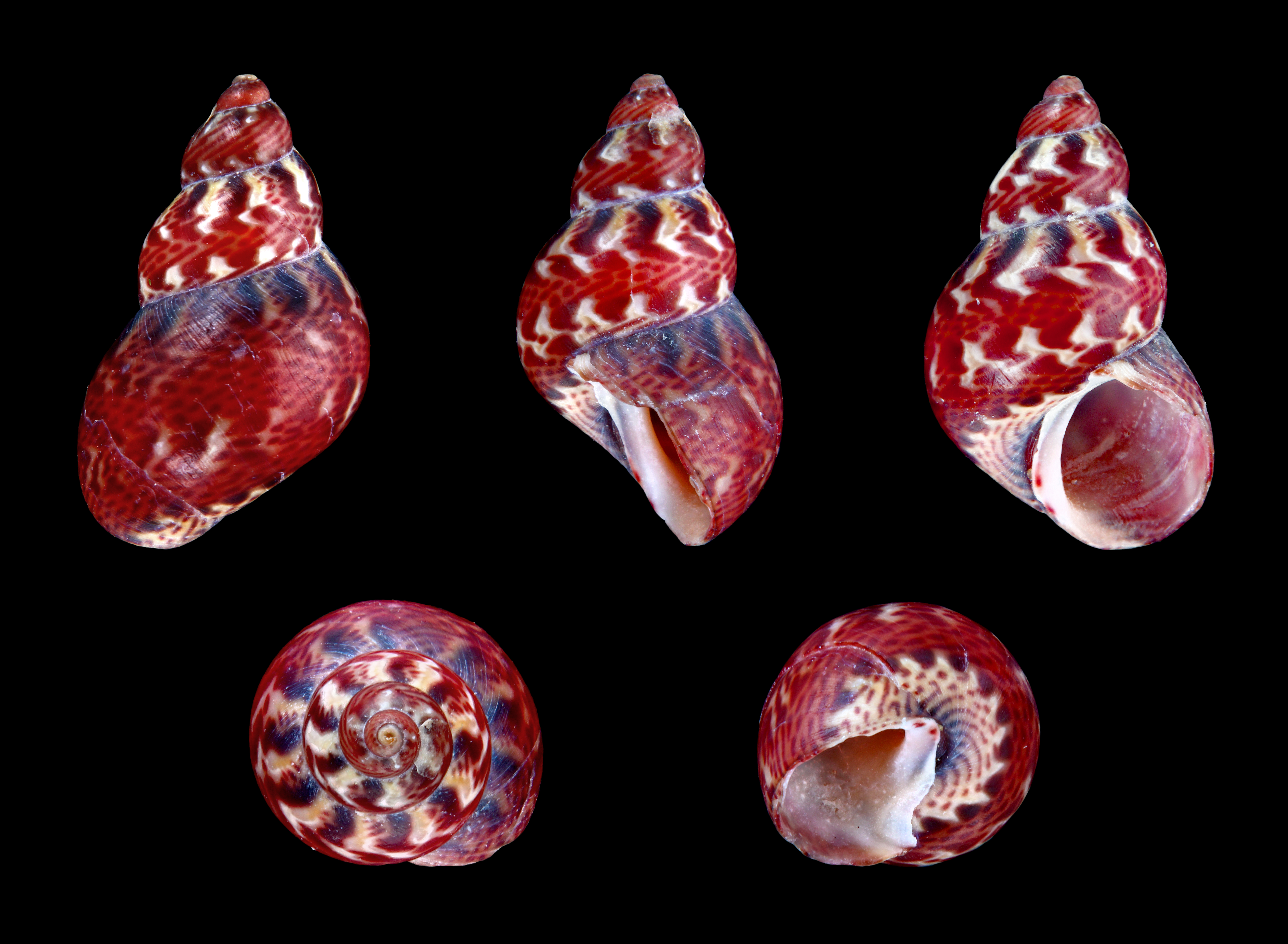
Tricolia pullus picta